# Albert Clough
Albert Edward Clough (1901 – 1 tháng 1 năm 1957) là một cầu thủ bóng đá người Anh. Là một hậu vệ trái, ông thi đấu mỗi đội một trận tại Football League cho Blackburn Rovers và Blackpool.